# Aguaytía

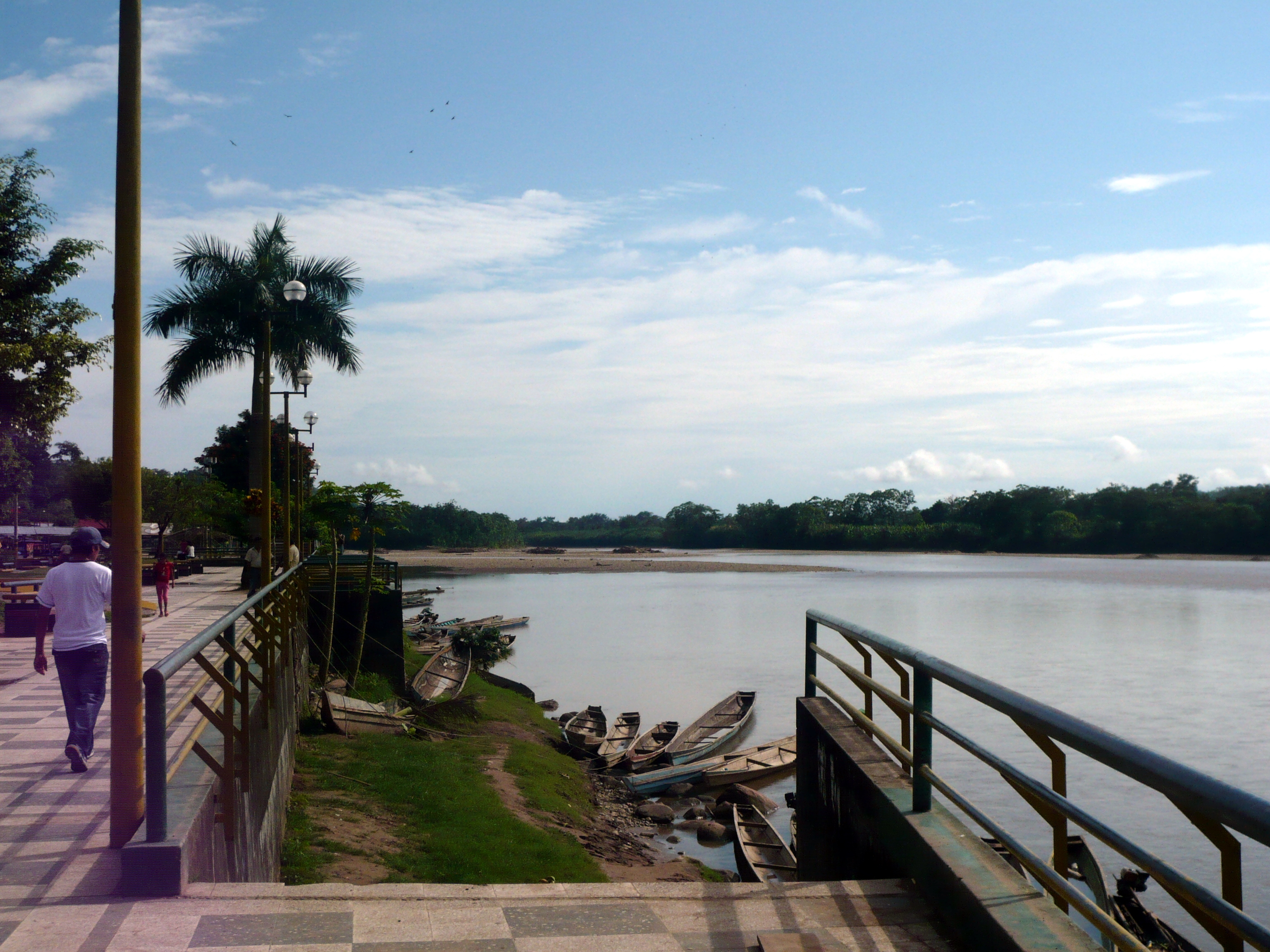
Rio Aguaytía.

Aguaytía es una ciudad peruana capital del distrito de Padre Abad y a la vez de la provincia homónima en el departamento de Ucayali.
Se encuentra a orillas del río Aguaytía, afluente del río Ucayali, a medio camino entre las ciudades Tingo María y Pucallpa.

## Toponimia
Aguaytía, según los pobladores, proviene de dos vocablos de origen shipibo ahuyia y shuaytia, que tiene como significado ave negra, que era de mal presagio. Otro significado de Aguaytía son las palabra de voces shipiba awa-itia que quiere decir “hábitat de sachavacas”.

## Demografía
Según el Directorio Nacional de Centros Poblados, la ciudad cuenta con una población de 18 318 habitantes para el 2017. La población distrital asciende a 29 440, y se estima que sea de 38 100 habitantes para el 2020.

## Clima
Aguaytía tiene un clima tropical. Hay precipitaciones durante todo el año en Aguaytía. Hasta el mes más seco aún tiene mucha lluvia. De acuerdo con Köppen y Geiger este clima se clasifica como Af. La temperatura media anual en Aguaytía se encuentra a 25.6 °C. La precipitación es de 5011 mm al año.
| Parámetros climáticos promedio de Aguaytía                           | Parámetros climáticos promedio de Aguaytía | Parámetros climáticos promedio de Aguaytía | Parámetros climáticos promedio de Aguaytía | Parámetros climáticos promedio de Aguaytía | Parámetros climáticos promedio de Aguaytía | Parámetros climáticos promedio de Aguaytía | Parámetros climáticos promedio de Aguaytía | Parámetros climáticos promedio de Aguaytía | Parámetros climáticos promedio de Aguaytía | Parámetros climáticos promedio de Aguaytía | Parámetros climáticos promedio de Aguaytía | Parámetros climáticos promedio de Aguaytía | Parámetros climáticos promedio de Aguaytía |
| Mes                                                                  | Ene.                                       | Feb.                                       | Mar.                                       | Abr.                                       | May.                                       | Jun.                                       | Jul.                                       | Ago.                                       | Sep.                                       | Oct.                                       | Nov.                                       | Dic.                                       | Anual                                      |
| -------------------------------------------------------------------- | ------------------------------------------ | ------------------------------------------ | ------------------------------------------ | ------------------------------------------ | ------------------------------------------ | ------------------------------------------ | ------------------------------------------ | ------------------------------------------ | ------------------------------------------ | ------------------------------------------ | ------------------------------------------ | ------------------------------------------ | ------------------------------------------ |
| Temp. máx. media (°C)                                                | 31.2                                       | 30.9                                       | 31.5                                       | 31.4                                       | 31.3                                       | 31.1                                       | 31.2                                       | 32.0                                       | 32.7                                       | 32.1                                       | 31.7                                       | 31.8                                       | 31.6                                       |
| Temp. media (°C)                                                     | 25.6                                       | 25.4                                       | 25.7                                       | 25.7                                       | 25.5                                       | 25.0                                       | 24.8                                       | 25.2                                       | 26.0                                       | 25.9                                       | 25.9                                       | 26.0                                       | 25.6                                       |
| Temp. mín. media (°C)                                                | 20.0                                       | 20.0                                       | 20.0                                       | 20.1                                       | 19.7                                       | 18.9                                       | 18.5                                       | 18.4                                       | 19.3                                       | 19.7                                       | 20.1                                       | 20.2                                       | 19.6                                       |
| Precipitación total (mm)                                             | 600                                        | 544                                        | 590                                        | 447                                        | 345                                        | 274                                        | 197                                        | 150                                        | 213                                        | 494                                        | 572                                        | 585                                        | 5011                                       |
| Fuente: Climate-data.org(http://es.climate-data.org/location/49507/) |                                            |                                            |                                            |                                            |                                            |                                            |                                            |                                            |                                            |                                            |                                            |                                            |                                            |

## Cultivo
Se caracteriza por tener el más alto crecimiento de cultivos de hoja de coca con 2900 hectáreas.

## Atractivos turísticos
- Boquerón del Padre Abad estrecho corredor donde el río Yaracyacu cambia de nombre a Río Aguaytía.
- El Velo de la Novia cascada.
- La Ducha del Diablo, cascada.
- Catarata del Alto Shambillo.
- Catarata de Loroyacu.